# Peter Zängry
Peter Zängry (* 16. April 1910 in Neukirchen; † März 2000) war ein deutscher Fußballspieler und -trainer.

## Leben
Mit dem Vereinsfußball begann Peter Zängry bei einem Dorfverein in Mehlingen. Dort spielte er bereits mit 17 Jahren in der ersten Mannschaft und war Torjäger. Von Hans Werner, einem Trainer beim 1. FC Kaiserslautern, wurde er entdeckt und verpflichtet. Von 1930 bis 1935 zählte er zu den Stammspielern beim FCK und zu den besten Spielern der Region. Er bekam u. a. ein Angebot als Profi beim FC Nancy, das Zängry ablehnte, was er nach eigenem Bekunden auch später nicht bereute. Am 25. September 1935 war seine Karriere beendet, als ihm „ein Nerv im Bein durchgetreten“ wurde.
Der damalige FCK-Präsident Ludwig Müller setzte Zängry anschließend als Jugendleiter ein. In dieser Tätigkeit trainierte er einen großen Teil der später berühmten „Walter-Elf“, unter anderem die Brüder Fritz und Ottmar Walter. Zängry unterstützte auch den Trainer der ersten Mannschaft, Karl Berndt. Wegen seiner Verletzung wurde Zängry nicht zur Wehrmacht eingezogen. Nach dem Krieg blieb Zängry weiter im Verein tätig. Als Jugendleiter hatte ihn Richard Schneider abgelöst. Zängry wurde Mitglied im Spielausschuss und später Kassenverwalter beim FCK.
Beruflich absolvierte Zängry zunächst eine Sparkassenlehre und arbeitete später ebenfalls im Banken- und Finanzbereich.